# ロバート・ジョスリン (初代ローデン伯爵)
初代ローデン伯爵ロバート・ジョスリン（英語: Robert Jocelyn, 1st Earl of Roden PC (Ire)、1721年7月31日洗礼 – 1797年6月22日）は、アイルランド王国の政治家、貴族。

## 生涯
初代ジョスリン子爵ロバート・ジョスリンと1人目の妻シャーロット・アンダーソン（Charlotte Anderson、1747年2月23日没、チャールズ・アンダーソンの娘）の息子として生まれ、1721年7月31日に洗礼を受けた。1740年10月17日にオックスフォード大学エクセター・カレッジに入学、同年10月23日にリンカーン法曹院に入学した。
1743年から1756年までオールド・ロークリン選挙区の代表としてアイルランド庶民院議員を務め、1756年12月3日に父からジョスリン子爵を継承した。1758年、アイルランド枢密院の枢密顧問官に任命された。1771年12月1日、ティペラリー県におけるハイ・ローディングのローデン伯爵に叙された。政界では常にダブリン城政府（Dublin Castle administration。ダブリン城はアイルランド総督の総督府が置かれている場所）を支持した。
1778年5月24日に親族にあたる第4代準男爵コンヤーズ・ジョスリンから（ハイド・ホールの）準男爵の爵位とハートフォードシャーにおける領地を継承したが、父から継承した領地はティペラリー県にあり、ローデン伯爵はハートフォードシャーの領地を継承した後も主にティペラリー県とダブリンで過ごした。
1750年から1797年までアイルランド財務省監査総監（Auditor-General of the Irish Exchequer）を務めた。1773年11月16日、オックスフォード大学よりD.C.L.の学位を授与された。
1797年6月22日にダブリンのヨーク・ストリートで死去、息子ロバートが爵位を継承した。

## 家族
1752年12月11日、アン・ハミルトン（Anne Hamilton、1730年5月 – 1802年4月16日、初代クランブラシル伯爵ジェームズ・ハミルトンの娘）と結婚、4男6女をもうけた。
- ハリエット（1755年頃 – 1831年7月7日） - 1790年、第4代マッセリーン伯爵チチェスター・スケッフィントンと結婚、子供あり。第9代マッセリーン女子爵ハリエット・スケッフィントンの母
- ロバート（1756年 – 1820年） - 第2代ローデン伯爵
- ジョージ（1764年12月7日 – 1798年4月） - アイルランド庶民院議員。Thomasine Bowen（1818年12月没、ヘンリー・コール・ボーウェンの娘）と結婚、子供あり
- パーシー（英語版）（1843年12月没） - 聖職者
- ジョン（1769年 – 1828年1月21日） - アイルランド庶民院議員。1795年、マーガレット・フィッツジェラルド（Margaret FitzGerald、リチャード・フィッツジェラルドの娘）と結婚、子供あり
- キャロライン（1829年10月7日没）
- シャーロット（1835年1月4日没）
- ルイーザ・アン（1807年9月1日没） - 1800年5月27日、レオナード・シャフト・オード（Leonard Shafto Orde、1769年 – 1850年）と結婚
- エミリア（1774年 – 1845年5月30日） - 1798年、ジョン・ウォード・ストラットン（John Warde Straton、1762年 – 1821年）と結婚